# Juan Antonio Morales (baloncestista)
Juan Antonio Morales Abrisqueta (Bilbao, Vizcaya; 18 de abril de 1969), más conocido como Juanan Morales, es un exjugador de baloncesto español, actual presidente del Club Joventut de Badalona. Formado en la cantera del Joventut, formaba junto con Antonio Martín, Ferran Martínez, Carlos Ruf y Santiago Aldama una nueva generación de pívots españoles que superaban los dos metros y diez centímetros de altura.

## Trayectoria
Debuta muy joven con el primer equipo del Joventut, y su potencial físico hace que rápidamente llame la atención y sea seleccionado para jugar el torneo preolímpico en el que tiene una actuación muy destacada, pero sufre una terrible lesión de tobillo en un partido frente a Italia lo que le mantendrá lejos de las canchas durante un tiempo y no podrá disputar los Juegos olímpicos de 1988.
Jugó con su equipo, el Joventut, desde su debut hasta 1994. Esta fue la época dorada del equipo verdinegro durante la cual logró dos ligas consecutivas y una liga europea. El equipo de Badalona entró en declive económico y Juanan Morales tuvo que abandonar su disciplina. Fichó por el Real Madrid, donde jugaría dos temporadas. Tras estos dos años y con la aplicación de la sentencia Bossman al mundo del baloncesto, se le abrieron las puertas de Europa y se marchó a la liga griega, donde jugó tres años en el PAOK Salónica BC con una temporada intermedia en que regresó a la ACB, concretamente al equipo del TAU. Sus últimas temporadas las jugó en Italia con el Basket Rimini y con el equipo griego del Olympiacos BC.
Con la selección española, además del mencionado preolímpico jugó los Eurobasket de 1989 y 1993.
En abril de 2017 sustituye a Jordi Villacampa como presidente del Club Joventut de Badalona.

## Equipos
- -1984 Loiola Indautxu
- 1987-1995 Club Joventut de Badalona
- 1995-1997 Real Madrid
- 1997-1999 PAOK Salónica
- 1999-2000 Saski Baskonia
- 2000-2001 Panionios BC
- 2001-2002 PAOK Salónica
- 2001-2002 Basket Rimini
- 2002-2003 Olympiacos BC

## Palmarés

### Joventut de Badalona
- 1988-89 Campeonato de España Junior.
- 1988-89 Copa Príncipe de Asturias.
- 1990,  Copa Korac.
- 1991, 1992 ACB.
- 1990-91 Copa Príncipe de Asturias.
- 1994 Liga Europea.

### Selección española
- 1985 Eurobasket Juvenil. Rousse. Medalla de Plata.
- 1989 Campeonato del Mundo sub-22. Andorra (Teruel). Medalla de Oro.
- 1990 Mundobasket sub-22. Priolo. Medalla de Plata.

### Real Madrid
- 1997 Eurocopa. (Antigua Recopa)

### PAOK Salónica
- 1998-99 Copa de Grecia.